# Jacob Veldhuyzen van Zanten
Jacob Louis Veldhuyzen van Zanten (5 tháng 2 năm 1927 – 27 tháng 3 năm 1977) là một cơ trưởng và huấn luyện viên bay người Hà Lan. Là cơ trưởng chiếc Boeing 747 của KLM, ông chịu trách nhiệm về thảm họa sân bay Tenerife, vụ tai nạn thảm khốc nhất trong lịch sử ngành hàng không.

## Thiếu thời
Sinh ra ở Lisse, Hà Lan, Veldhuyzen van Zanten đã có bằng lái phi công riêng ngày 21 tháng 6 năm 1947 và bằng lái phi công thương mại ngày 18 tháng 4 năm 1950. Năm đó, ông bắt đầu làm việc cho KLM với tư cách là giám đốc chuyến bay. Năm 1951, ông bắt đầu làm cơ phó trên máy bay Douglas DC-3. Sau đó, ông đã nhận được Giấy phép khai thác điện thoại vô tuyến chuyến bay ngày 22 tháng 9 năm 1952, giấy phép phi công vận tải hàng không vào ngày 19 tháng 10 năm 1956 và giấy phép của chuyến bay điều hướng vào ngày 6 tháng 8 năm 1963.
Ngày 23 tháng 1 năm 1971, van Zanten được cấp phép trên chiếc Boeing 747. Cùng năm đó, ông cùng với 2 đồng nghiệp của mình đến Seattle để nhận chiếc Boeing 747-200B đầu tiên của KLM (đăng ký PH-BUA). Vào thời điểm xảy ra thảm họa, ông có 11.700 giờ bay (1.545 trong số đó là trên chiếc 747). Ngoài nhiệm vụ là một phi công hàng không thông thường, ông đã được thăng chức thành huấn luyện viên trưởng cho chiếc 747. Tại thời điểm ông thiệt mạng, ông phụ trách đào tạo tất cả các phi công của KLM trên loại máy bay này và người đứng đầu bộ phận huấn luyện bay của KLM.
Jan Bartelski, một cơ trưởng của KLM cho đến năm 1978 và sau đó là chủ tịch của Hiệp hội Phi công Hàng không Quốc tế, là một người đương thời của Veldhuyzen van Zanten và biết ông. Trong cuốn sách Disasters In The Air, ông mô tả Veldhuyzen van Zanten là: "Một cá nhân nghiêm túc và hướng nội nhưng với tính tình cởi mở và thân thiện. Ông là một người hiếu học và được coi là chuyên gia thí điểm của các hệ thống Boeing 747".
Ngay trước thảm họa sân bay Tenerife, Veldhuyzen van Zanten đã được chụp ảnh cho chiến dịch quảng cáo của KLM. Trong khi điều này được cho là do vị trí cao của ông trong KLM, chẳng hạn, Jan Bartelski, lập luận rằng van Zanten được chụp ảnh đơn giản vì ông là cơ trưởng duy nhất có sẵn (do trách nhiệm của ông là người hướng dẫn chuyến bay) cho Quan hệ công chúng của KLM, như những người khác đang bay.
Khi tin tức về thảm họa ở Tenerife, các giám đốc điều hành của KLM đã tìm kiếm van Zanten để chỉ đạo cuộc điều tra của họ, chỉ để nhận ra rằng ông đã tham gia vào vụ tai nạn, và ông đã thiệt mạng.

## Thảm họa và qua đời

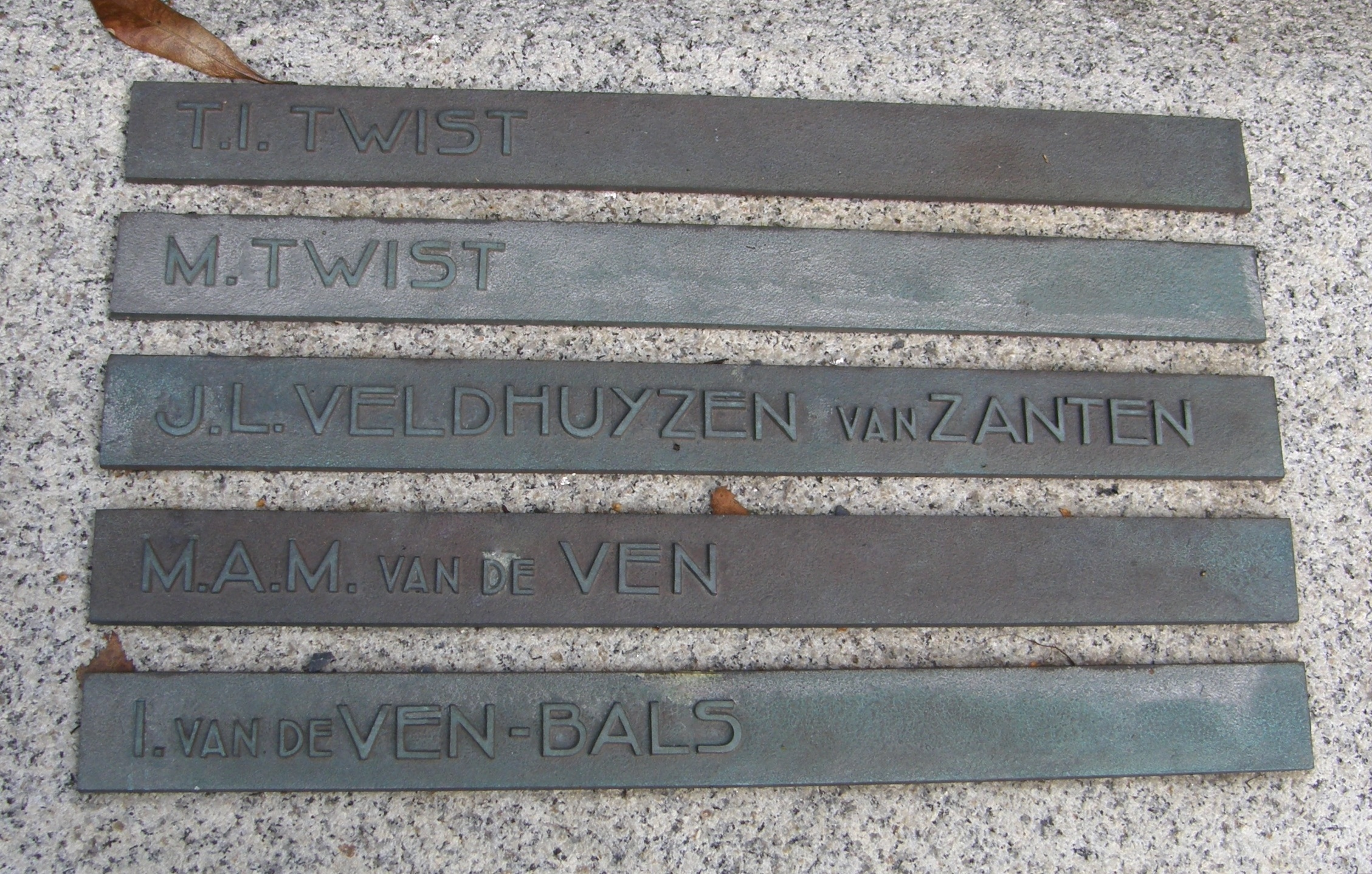
Mộ cơ trưởng van Zanten

Thảm họa sân bay Tenerife xảy ra vào ngày 27 tháng 3 năm 1977, là vụ va chạm của hai máy bay chở khách Boeing 747 trên đường băng của sân bay Los Rodeos (nay là Sân bay Tenerife Norte) ở Tenerife, Quần đảo Canaria, Tây Ban Nha. Thảm họa đã giết chết 583 người, trở thành vụ tai nạn thảm khốc nhất trong lịch sử ngành hàng không. Tất cả 248 người [234 hành khách, 14 phi hành đoàn (bao gồm van Zanten)] trên chuyến bay KLM 4805 đã thiệt mạng, 335 người (326 hành khách, 9 tiếp viên) thiệt mạng và 61 người (54 hành khách, 4 tiếp viên, 3 phi công) sống sót trên chuyến bay Pan Am 1736.
Trong sương mù dày đặc trên đường băng sân bay, Veldhuyzen van Zanten đã cất cánh mà không biết rằng máy bay Pan Am chưa rời đường băng và đâm trúng máy bay ấy, khi nó đang đi taxi đến Charlie 4 theo hướng ngược lại dưới sự kiểm soát của không lưu. Sương mù dày đặc khiến tầm nhìn bị giảm xuống còn 400m; cơ trưởng van Zanten nghĩ rằng Pan Am đã đi khỏi đường băng, và bắt đầu cất cánh.

## Xếp loại máy bay
1. Douglas DC-3: 28 tháng 9 năm 1951 – 20 tháng 6 năm 1962.
2. Convair CV-240/340: 23 tháng 8 năm 1952 – 20 tháng 6 năm 1962.
3. Lockheed Constellation: 1 tháng 10 năm 1952 – 20 tháng 6 năm 1962.
4. Douglas DC-6: 12 tháng 2 năm 1957 – 20 tháng 6 năm 1962.
5. Douglas DC-7: 6 tháng 6 năm 1957 – 20 tháng 6 năm 1962.
6. Vickers Viscount: 11 tháng 6 năm 1959 – 21 tháng 7 năm 1967.
7. Douglas DC-9: 16 tháng 3 năm 1967 – 9 tháng 6 năm 1971.
8. Boeing 747: 23 tháng 1 năm 1971 – 27 tháng 3 năm 1977.

## Trong văn hóa truyền thông
- Bộ phim truyền hình Canada (Mayday), có tên Crash of the Century (phát sóng năm 2005), diễn viên người Hà Lan Michael Hofland đóng vai cơ trưởng van Zanten.
- Bộ phim truyền hình Canada (Mayday), có tên Disaster at Tenerife (phát sóng ngày 21 tháng 6 năm 2016), diễn viên người Mỹ Kevin Hare đóng vai cơ trưởng van Zanten.